# Spatharocubiculaire
Le spatharocubiculaire ou spatharokoubikoularios (en grec σπαθαροκουβικουλάριος) est une fonction palatine puis une dignité aulique byzantines, réservées aux fonctionnaires palatins généralement eunuques.

## Histoire
Au VIe siècle, certains koubikoularioi sont également spatharioi ; le composé spatharokoubikoularios est créé pour les distinguer des autres spatharioi impériaux,. Ce fonctionnaire est alors un porte-épée cérémoniel assigné à la garde personnelle de l'empereur ; il est en général eunuque, mais il existe des exceptions. Il est placé sous la direction du primicerius sacri cubiculi .
La fonction évolue ultérieurement en titre aulique pour les eunuques, se plaçant après l’ostiarios et avant le koubikoularios ; son rang est similaire à celui (pour les non-eunuques) du spatharokandidatos. Selon le Klētorologion de 899, son insigne est une épée au pommeau d'or remise par l'empereur. Le titre n'est plus mentionné après le Xe siècle.